# Lions Love
Pour plus de détails, voir Fiche technique et Distribution.
Lions Love, sous-titre (... and Lies), est un film américain d'Agnès Varda tourné en 1968, sorti en 1970 en France.

## Synopsis
Le film s'ouvre sur les acteurs Billie Dixon et Richard Bright interprétant Jean Harlow et Billy the Kid dans la pièce The Beard de Michael McClure.
Puis on découvre Viva, Jim et Jerry dans leur villa de Beverly Hills s'amusant à rejouer des passages de la pièce qu'ils viennent de voir. Ils vivent ensemble une histoire d'amour à trois.
Ensuite, Carlos va chercher à l'aéroport la cinéaste Shirley Clarke, qui doit faire un film sur Hollywood. Elle arrive à la villa, puis part rencontrer le producteur de la Columbia : celui-ci ne lui donnera pas le final cut. Shirley tentera de se suicider.
Parallèlement, le trio va vivre en direct l’assassinat de Robert Kennedy à travers ce que la télévision en montre ; au même moment, Viva apprend au téléphone que quelqu'un a tiré sur Andy Warhol — il s'agit de Valérie Solanas, comme on l'apprend plus tard par une série de coupures de presse.  
Le poste de télévision, situé au centre du living room, fait figure de star dans le film. 
Viva se demande ce que ça ferait d'avoir un enfant. Trois enfants arrivent, ils doivent les garder, les nourrir, c'est épuisant : pour les calmer, ils leur donnent des somnifères.
Une autre fois, les trois amants, déguisés en Thérèse de Lisieux, Augustin d'Hippone et Jean de la Croix, lisent des extraits de leurs écrits apologétiques.
Le film se termine sur un plan fixe cadrant le visage de Viva.

## Fiche technique
- Réalisation : Agnès Varda
- Scénario et dialogues : Agnès Varda et Carlos Clarens
- Montage : Robert Dalva
- Musique : Joseph Byrd
- Producteurs : Max L. Rabb, Agnès Varda
- Pays de production : États-Unis
- Langue : anglais américain
- Format : 35 mm (couleurs Eastmancolor)
- Genre : drame
- Durée : 110 minutes
- Dates de sortie :
  - France : 21 octobre 1970
  - États-Unis : 20 septembre 1969 (New York Film Festival)
- Certification : interdiction aux mineurs de moins de 12 ans[1]

## Distribution
- Viva (Viva)
- James Rado (Jim)
- Gerome Ragni (Jerry)
- Shirley Clarke (Shirley)
- Carlos Clarens (Carlos)
- Eddie Constantine (Eddie)
- Agnès Varda (Agnès)
- Max Laemmle (le patron du studio)
- Steve Kenis (le producteur)
- Hal Landers (le producteur associé)

## Autour du film
Fin 1967, Agnès Varda accompagne en Californie son compagnon Jacques Demy qui tourne Model Shop. De son côté, elle réalise Oncle Yanco à San Francisco, puis elle découvre Los Angeles qu'elle apprécie, notamment le mouvement hippie. Elle décide de réaliser un film essai, à mi-chemin entre la fiction et le documentaire — un « documenteur », comme elle aime à qualifier ce genre qui emprunte au cinéma-vérité. Pour constituer le trio d'acteurs, elle contacte Andy Warhol pour qu'il la mette en relation avec l'une de ses égéries, Viva. Pour l'un des garçons, elle avait pensé à Jim Morrison, puis finit par choisir Rado et Ragni, les deux auteurs de la comédie musicale Hair.
Le tournage se déroule en juin et juillet 1968 : début juin, Agnès et son équipe vont vivre en direct l'assassinat de Bob Kennedy, précédé trois jours plus tôt par l'agression de Solanas sur Warhol.
Selon Varda elle-même, ce film est « l'histoire d'un film qui ne peut pas se faire dans les conditions des studios d'Hollywood, (...) et qui parlerait de sexe et de politique ». Un autre projet, qui devait s'appeler Peace & Love avait été négocié avec la Columbia mais ne vit jamais le jour.
Dans la foulée, Agnès part ensuite filmer le procès de Huey P. Newton, ce qui donna Black Panthers. 